# Rakusy
Rakusy (słow. Rakúsy, niem. Roks, Rox, węg. Rókus, Rókusz) – wieś (obec) w północnej Słowacji leżąca w powiecie Kieżmark, w kraju preszowskim.
Jest położona na wysokości 704 m n.p.m., na Spiszu, u podnóża Tatr, pomiędzy Kieżmarkiem a Tatrzańską Kotliną. Pierwsze wzmianki o Rakusach pochodzą z roku 1288. Należała dawniej do Kieżmarku, osiedlali się tutaj spiscy Niemcy. Przed I wojną światową w Rakusach mieszkali także Polacy z Zamagurza Spiskiego. Po II wojnie światowej Niemcy zostali wysiedleni, na ich miejsce przybyli osadnicy ze Zdziaru, Lendaku oraz z Polski.
Od Rakus pochodzą nazwy w Tatrach Wysokich: Rakuska Grań, Rakuska Czuba, Rakuska Przełęcz i inne. Wiąże się to z faktem, że mieszkańcy Rakus mieli dawniej pastwiska w Dolinie Kieżmarskiej.